# Anabarplateau
Het Anabarplateau (Russisch: Анабарское плато; [Anabarskoje Plato]) is een plateau in het noordoosten van het Midden-Siberisch Bergland in de Russische deelgebieden kraj Krasnojarsk en Jakoetië met hoogten tot 905 meter. Tot 400-450 meter hoogte groeien enkele lariksen. Daarboven bevindt zich bergtoendra. De rivier de Anabar ontspringt in het gebergte.